# Изображение смерти
«Изображение смерти» (исп. Imago Mortis, 2008) — фильм режиссёра Стефано Бессони.
Фильм был номинирован на премию «International Film Music Critics Award» в категории «Лучший оригинальный сценарий хоррора/триллера».

## Сюжет
В Европейской школе кинематографии происходит ряд странных убийств, схожих с исследованиями итальянского учёного Джироламо, который в начале XVII века опытным путём выяснил, что на сетчатке недавно убитого человека отображается последний увиденный перед смертью образ, и который можно перенести на бумагу.

## В ролях
- Альберто Амарилла — Бруно
- Уна Чаплин — Арианна
- Алекс Ангуло — Калигари
- Франческо Карнелутти — Эрмете Астолфи
- Джеральдина Чаплин — графиня Орсини
- Летисия Долера — Лейлу

## Съёмочная группа
- Режиссёр: Стефано Бессони (Stefano Bessoni)
- Сценарий: Стефано Бессони (Stefano Bessoni), Гиулья Граглиа (Giulia Graglia), Филиппо Менегетти (Filippo Meneghetti), Джованни Антонио Марчеси (Giovanni Antonio Marchesi), Пьеро Томаселли (Piero Tomaselli)
- Продюсеры: Альваро Аугустин (Álvaro Augustín), Соня Рауль (Sonia Raule)
- Исполнительные продюсеры: Хавьер Угарте (Javier Ugarte)
- Оператор: Арнальдо Катинари (Arnaldo Catinari)
- Художник-постановщик: Паоло Нанни (Paolo Nanni)
- Композитор: Закариас Эм. Де Ла Рива (Zacarías M. de la Riva)
- Монтаж: Раймондо Айелло (Raimondo Aiello)
- Подбор актёров: Мишела Форбисьони (Michela Forbicioni)
- Художник по костюмам: Алессандра Торелла (Alessandra Torella)

Производство «Pixstar Pixstar», «Industrial Illusions Distribution Limited», «Telecinco Cinema Telecinco Cinema S.A.U.».